# Béocystine
 (octobre 2015).
Si vous disposez d'ouvrages ou d'articles de référence ou si vous connaissez des sites web de qualité traitant du thème abordé ici, merci de compléter l'article en donnant les références utiles à sa vérifiabilité et en les liant à la section « Notes et références ».
La béocystine est une molécule hallucinogène issue de divers champignons dont les psilocybes. Elle est considérée comme très proche de la psilocybine et appartient à la famille des tryptamines. 
Il existe peu d'informations sur l'activité de la molécule sur l'homme, mais il semble que des doses de l'ordre de 10 mg ont des effets psychoactifs.
La béocystine a été isolée à partir du Psilocybe baeocystis (en).

## Jeux vidéo
Dans le jeu Marvel's Spider-Man d'Insomniac Games, le tisseur est empoisonné par le scorpion. Ce dernier utilise un mélange de béocystine et d'ovatoxine pour neutraliser Spider-Man.